# Florida State Road 16
Die Florida State Road 16 (kurz FL 16) ist eine State Route im US-Bundesstaat Florida, die in West-Ost-Richtung verläuft. Sie beginnt an der State Road 121 in Raiford im Union County und endet am U.S. Highway 1 in St. Augustine im St. Johns County.

## Streckenverlauf
Die State Road beginnt an der State Road 121 in Raiford und führt zuerst südostwärts nach Starke im Bradford County, wo sie auf den U.S. Highway 301 sowie auf die State Roads 100, 200 und 230 trifft. Bei Green Cove Springs weiter östlich trifft sie auf den U.S. Highway 17 und quert anschließend den St. Johns River auf der Shands Bridge. Später trifft die Straße auf die Interstate 95, um schließlich am U.S. Highway 1 in St. Augustine zu enden.